# Добжица (город)
Добжица (пол. Dobrzyca) — город в Польше, входит в Плешевский повет Великопольского воеводства.

## История

### Этимология
Название города происходит от реки Добжица (С XVI века — Потока). 

### Основание
Первое упоминание города датируется 1327 годом, когда дворянин Миколай Добжицкий начал правление территорией города. Поселение развивалось, так как находилось вблизи торгового пути. В 1440 году Добжица получила статус города, появился современный герб города. 

### Средневековье
В XVII веке город был разрушен в ходе Шведского потопа. Добжица пострадала во время пожаров 1752 и 1777 года. В 1777 году началась перестройка города. В 1778 году была построена деревянная церковь, существующая по сей день. 

### XIX век
В 1816 году после смерти главы города Августина Горженского Добжица была продана немецкому барону Фридриху фон Коттвицу, что вызвало приток немцев в город. Во время европейских революций 1848-1849 годов горожане Добжицы под предводительством Михала Хлаповски восстали против прусских властей, восстание закончилось поражением. 
В XIX веке в Добжице в связи с активным развитием города были построены евангельская церковь и синагога. В 1890 году власть в городе вновь перешла полякам, когда город купил Зигмунд Чарнецкий. 
В конце XIX века в городе были основаны первые промышленные предприятия, созданы социально-культурные организации, такие как Певческий кружок и Братство Стрелков. 

### Независимость Польши
После обретения Польшей независимости Добжица стала ремесленным и сервисным центром. Появилось множество светских организаций. 
В период Второй Мировой войны в Добжице действовала Армия Крайова. Город был освобождён 24 января 1945 года. В послевоенный период в родовом дворце Добжицких был открыт музей. 
1 января 2014 года Добжица вновь обрела статус города. Является административным центром Добжицкой гмины. 

## Известные люди
- Самуил Твардовский (1600-1661) — известный польский писатель.